# Distretto di El Milagro
Il distretto di El Milagro è un distretto del Perù nella provincia di Utcubamba (regione di Amazonas) con 5.847 abitanti al censimento 2007 dei quali 1.555 urbani e 4.292 rurali.
È stato istituito il 30 maggio 1984.